# Tetranychus mkuziensis
Tetranychus mkuziensis är en spindeldjursart som beskrevs av Meyer 1974. Tetranychus mkuziensis ingår i släktet Tetranychus och familjen Tetranychidae. Inga underarter finns listade i Catalogue of Life.